# Chiloglanis benuensis
Chiloglanis benuensis är en fiskart som beskrevs av Jacques Daget och Stauch, 1963. Chiloglanis benuensis ingår i släktet Chiloglanis och familjen Mochokidae. IUCN kategoriserar arten globalt som sårbar. Inga underarter finns listade i Catalogue of Life.